# Preußen Halberstadt
Der SK Preußen Halberstadt 09 war ein Fußballverein im Deutschen Reich, der von 1909 bis 1945 bestand. In den 1910er Jahren vor dem Ersten Weltkrieg konnte sich die Mannschaft mehrmals für die Endrunde um die mitteldeutsche Meisterschaft qualifizieren.

## Geschichte
Der Verein wurde im Jahr 1909 unter dem Namen FC Preußen 1909 Halberstadt gegründet und nahm ab der Saison 1909/10 auch gleich innerhalb des Gau Harz an der Mitteldeutschen Meisterschaft des VMBV teil, aus dieser ersten Saison sind jedoch keine Tabellenstände übermittelt. Zur nächsten Saison wurde das Gau in zwei Staffeln aufgeteilt. Mit 10:2 Punkten konnte die Mannschaft dann auch den Bezirk West als Erster abschließen, womit sich die Mannschaft für das Gau-Finale um den Startplatz in der Mitteldeutschen Meisterschaft qualifizierte. Dieses Spiel fand dann am 12. Februar 1911 gegen den FC Askania Aschersleben statt und konnte mit 4:0 gewonnen werden. In der Meisterschaftsendrunde scheiterte die Mannschaft dann aber mit 10:0 am SC Erfurt. Nach der Saison 1911/12 konnte erneut mit 10:2 Punkten die Meisterschaft eingefahren werden. In der 1. Runde der Meisterschaft scheiterte die Mannschaft dann ein weiteres Mal am SC Erfurt, dieses Mal jedoch mit 9:1.
Nach der Saison 1912/13 konnte mit 9:3 Punkten erneut die Meisterschaft erreicht werden. Diesmal gab es in der Endrunde zwei Abteilungen. Halberstadt wurde aufgrund des als spielschwach eingestuftem Gau in die Abteilung B eingeordnet. Im Viertelfinale unterlag die Mannschaft dann dort am 9. März 1913 mit 3:5 dem SV Cöthen 02. In der darauf folgenden Saison konnte dann keine erneute Meisterschaft erreicht werden, da die Mannschaft hinter Germania Halberstadt nur auf dem zweiten Platz die Spielzeit abschließen konnte. Nach dem Ausbruch des Ersten Weltkriegs gab es in der Saison 1914/15 keinen regulären Spielbetrieb in dem Gau, in den stattdessen ausgetragenen Spielen, trat die Mannschaft gar nicht erst an.
Nach dem Ende des Krieges war das Gau Harz eine lange Zeit lang nur noch zweitklassig, bedingt dadurch ist die weitere Klassenzugehörigkeit der Mannschaft unbekannt. Ab der Saison 1923/24 wurde das Gau dann mitsamt der Mannschaft von Halberstadt auch wieder erstklassig. In den folgenden Saisons setzte sich dann immer wieder die Situation durch, dass die Mannschaft gegen die benachbarte Germania Halberstadt stets den kürzeren Zog, wenn es um die Platzierung auf der Tabelle ging. Im Jahr 1925 gab es zudem noch die Umbenennung in den bis zum Ende bestehenden Namen SK Preußen Halberstadt. Weiter ging es in der Tabelle dann Saison für Saison immer mehr Plätze nach unten, auch gerade durch die immer größere Anzahl an weiterer Vereine aus Halberstadt.
Auf Grund der Machtergreifung der Nationalsozialisten war die Mannschaft in der Saison 1932/33 zuletzt erstklassig. Für die spätere erstklassige Gauliga wurde dann kein einziger Verein aus dem Gau mehr berücksichtigt. Die Mannschaft spielte in der Folge in den Jahren während des Zweiten Weltkriegs unterklassig und wurde spätestens dann 1945 auch aufgelöst.